# Villariezo
Villariezo ist eine Gemeinde (municipio) mit 719 Einwohnern (Stand: 2024) in der Provinz Burgos in der nordspanischen Autonomen Region Kastilien-León.

## Lage
Villariezo liegt in einer vom Río Ausin durchflossenen Talmulde der kastilischen Hochebene (meseta) in einer Höhe von etwa 880 Metern ü. d. M. und ist knapp elf Kilometer (Fahrtstrecke) in südwestlicher Richtung von der Stadt Burgos entfernt. Der Nachbarort Villagonzalo Pedernales liegt knapp sechs Kilometer nördlich.

## Bevölkerungsentwicklung
| Jahr      | 1960 | 1970 | 1981 | 1991 | 2001 |
| Einwohner | 212  | 152  | 155  | 152  | 320  |

In der zweiten Hälfte des 19. und in der ersten Hälfte des 20. Jahrhunderts schwankte die Bevölkerungszahl stets um die 300 Einwohner. Danach führte die Mechanisierung der Landwirtschaft zu einer Abwanderung eines großen Teils der Bevölkerung in die Städte. Die vergleichsweise günstigen Grundstückspreise führten zum Bau von Wohnsiedlungen und ließen die Bevölkerung des Ortes um die Jahrtausendwende wieder anwachsen.

## Wirtschaft
Die Region ist seit Jahrhunderten ganz wesentlich von der Landwirtschaft geprägt. Im ausgehenden 20. Jahrhundert wurden zwei Gewerbegebiete (poligonos industriales) ausgewiesen.

## Geschichte
Der Ort Villa de Eriezo wird in einer Urkunde aus dem Jahr 969 erstmals erwähnt und gehörte im Mittelalter zur Grundherrschaft (señorio) der nahegelegenen Klöster Las Huelgas Reales und San Pedro de Cardeña; danach fungierte das Erzbistum Burgos als Grundherr. An dieser Situation änderte sich bis zur Auflösung der Klöster und der mittelalterlichen Grundherrschaften (desamortisación) in Spanien nichts.

## Sehenswürdigkeiten
- Die Iglesia de San Pedro Cátedra, ein einfacher klassizistischer Bau aus dem ausgehenden 18. Jahrhundert, steht auf einer Anhöhe oberhalb des Ortes. Der Überlieferung zufolge waren es zwei Steinmetze, die den aus exakt behauenen Natursteinen gemauerten Bau planten und errichteten. Der Glockenturm stammt noch von einem Vorgängerbau aus dem Jahre 1702. Der Eingang befindet sich – wie in der Region üblich – auf der Südseite des Kirchenschiffs. Im Innern der polygonal gestalteten Apsis befindet sich ein barockes Altarretabel.
- Eine Einsiedlerkapelle (Ermita de San Isidro) wurde im Jahre 1859 am Hauptplatz des Ortes (Plaza Mayor) errichtet.
- Etwas außerhalb steht ein 'Wegkreuz' (crucero) auf einem abgetreppten Sockel; das Monument erinnert aber auch an eine Gerichtssäule (rollo oder picota) wie sie in der Gegend häufiger zu finden sind.
- Zwei Einsiedlerkirchen (Ermita de San Juan y Santa María und Ermita de Santo Tomás) stehen in der Umgebung des Ortes. Man nimmt an, dass sie ehemals zu zwei verschiedenen Klöstern gehörten, von denen nichts mehr erhalten ist.
- Eine doppelbogige Steinbrücke aus dem 18. oder 19. Jahrhundert überspannt den Río Ausín.